# Вогнепальні й ножові
«Вогнепальні й ножові» — збірка віршів українського письменника  Сергія Жадана, яка була видана харківським видавництвом «Клуб сімейного дозвілля» у 2012 році накладом 10 тисяч примірників 160 сторінок.
«Вогнепальні й ножові» — це збірник біблійних і кримінальних балад, герої яких вперто й послідовно рухаються темними стежками, маючи наміри будь-що втілити в життя свої мрії та залишити місце злочину.
Презентація відбулася 23 квітня, в київському офісі УНІАН.

Зміст 
Розділ перший Опій  
Розділ другий Апостоли 
Розділ третій Фляга 
Розділ четвертий Камені 